# ارتداد بعد جليدي

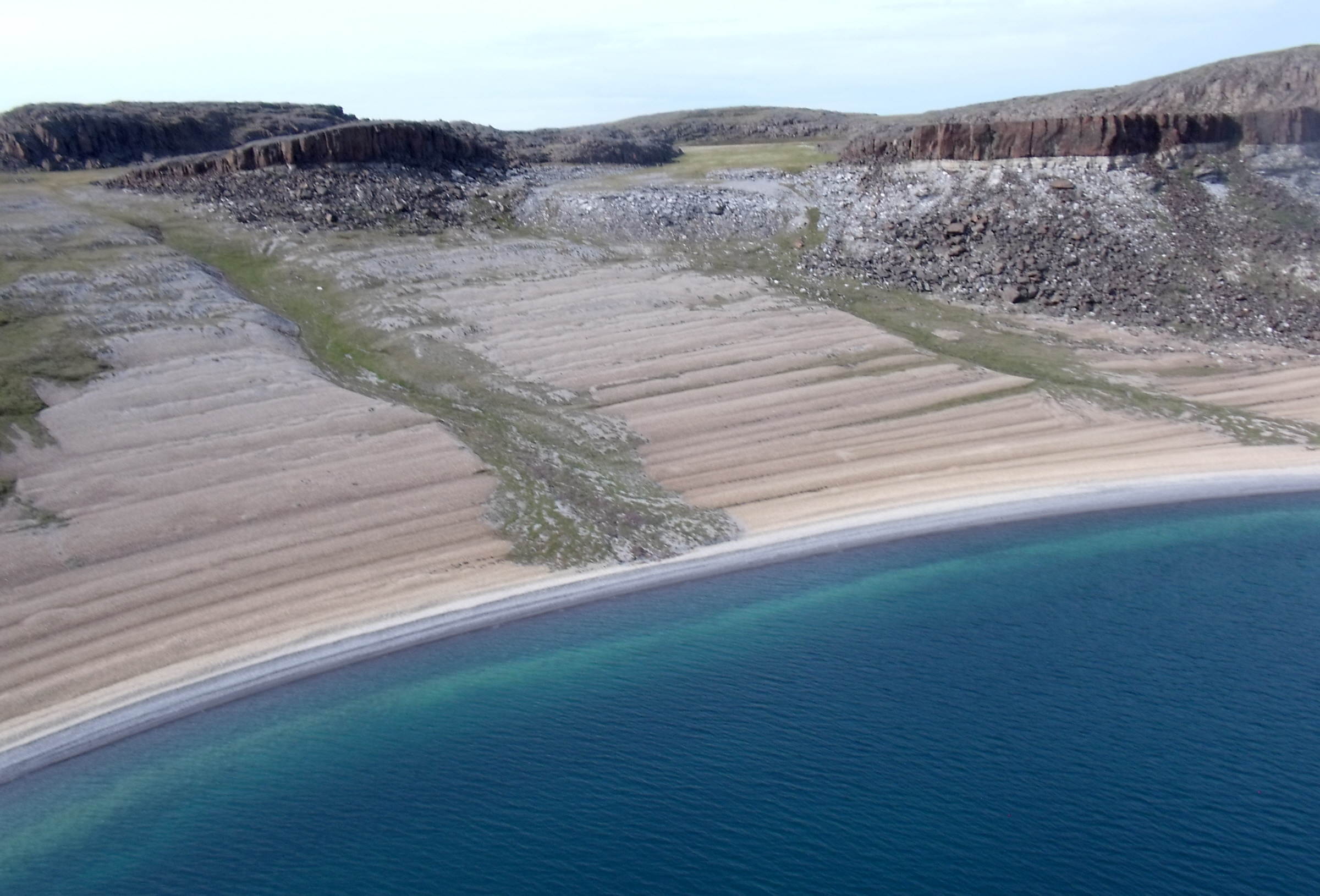

الارتداد بعد الجليدي (بالإنجليزية: Post-glacial rebound)‏، هي الحركة الرأسية للقارات وقاع البحر بعد اختفاء وتقلص الغطاء الجليدي باليابسة من خلال العملية التي تُعرف بانخفاض متوازن التضاغط، على سبيل المثال؛ بعد الحد الأقصى للحقبة الجليدية مند حوالي 21 ألف سنة، بالارتداد بعد الجليدي. هذا الارتداد هو حركة توازن ضغطي للقشرة الأرضية.